# Œufs au vinaigre

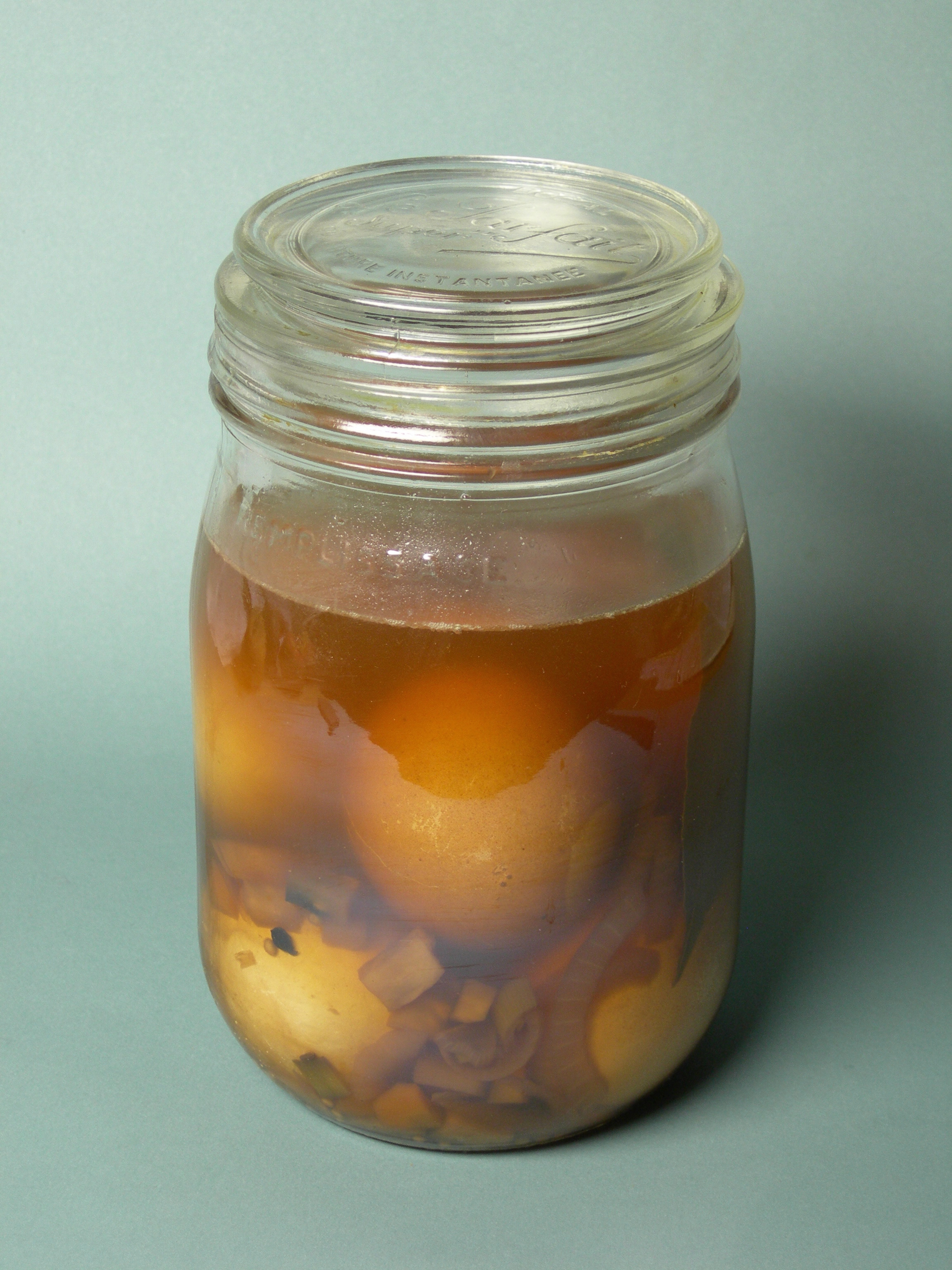
Un bocal d’œufs au vinaigre.

Les œufs au vinaigre (au Québec, les œufs marinés) sont des œufs durs conservés dans du vinaigre.
Une fois cuits, les œufs sont écalés et plongés dans une solution de vinaigre, de sel et de condiments, le choix de ces derniers ayant une influence décisive sur le goût final de la préparation. Les œufs sont prêts à être consommés après quelques jours et peuvent être conservés ainsi plusieurs semaines.
Les œufs préparés sous cette forme se trouvent dans un grand nombre de pubs anglais et allemands.